# Fridolin Ambongo Besungu
Fridolin Ambongo Besungu (Boto, 24 gennaio 1960) è un cardinale e arcivescovo cattolico della Repubblica Democratica del Congo, dal 1º novembre 2018 arcivescovo metropolita di Kinshasa.

## Biografia
È nato a Boto, nella diocesi di Molegbe, nel nord del Paese poco lontano dal confine con la Repubblica Centrafricana, pochi mesi prima che terminasse la colonizzazione belga. 

### Formazione e ministero sacerdotale
Si è preparato al sacerdozio studiando filosofia a Bwamanda e teologia presso l'Istituto Saint Eugène de Mazenod a Kinshasa, dal 1984 al 1988 ottenendo successivamente la licenza in teologia morale presso l'Accademia alfonsiana a Roma.
Ha emesso la prima professione nell'Ordine dei frati minori cappuccini nel 1981 e quella perpetua nel 1987; è stato ordinato presbitero il 14 agosto 1988 per il suo ordine, servendolo come parroco a Bobito, sino al 1989, e come docente presso le università cattolica della capitale. Ha esercitato inoltre le funzioni di superiore e vice-provinciale della provincia cappuccina della Repubblica Democratica del Congo. Nel 1995 ha conseguito il dottorato in teologia morale presso l'Accademia alfonsiana a Roma con una tesi intitolata La réhabilitation de "l'humain", base de développement vrai au Zaire. Pour une éthique de développement intégral (La riabilitazione dell'"umano", la base del vero sviluppo in Zaire. Per un'etica di sviluppo integrale).

### Ministero episcopale e cardinalato

#### Vescovo di Bokungu-Ikela
Il 22 novembre 2004 papa Giovanni Paolo II lo ha nominato vescovo di Bokungu-Ikela, ponendo fine a oltre tre anni di sede vacante; è succeduto a monsignor Joseph Mokobe Ndjoku, trasferito alla sede di Basankusu. Ha ricevuto l'ordinazione episcopale il 6 marzo 2005, nella piazza antistante la cattedrale di Bokungu, per imposizione delle mani dell'arcivescovo Joseph Kumuondala Mbimba, co-consacranti l'arcivescovo Giovanni d'Aniello e il cardinale Frédéric Etsou-Nzabi-Bamungwabi. Durante la stessa celebrazione ha preso possesso della diocesi.
Dopo le dimissioni anticipate del cinquantanovenne mons. Stanislas Lukumwena Lumbala, O.F.M., il 30 ottobre 2008 papa Benedetto XVI lo ha nominato anche amministratore apostolico di Kole. Ha mantenuto l'incarico sino al 9 agosto 2015, quando è avvenuta la consacrazione episcopale del nuovo ordinario diocesano Emery Kibal Nkufi Mansong'loo, C.P.
Nell'ambito della Conferenza Episcopale Nazionale del Congo ha presieduto la commissione episcopale Giustizia e Pace.
Il 12 settembre 2014 ha partecipato alla visita ad limina in Vaticano. Nel marzo 2015 ha dichiarato di aver ricevuto delle minacce di morte.

#### Arcivescovo di Mbandaka-Bikoro
Il 5 marzo 2016 papa Francesco lo ha nominato amministratore apostolico sede plena di Mbandaka-Bikoro; dopo la scomparsa di mons. Mbimba, avvenuta il giorno seguente, diviene amministratore apostolico sede vacante. Il successivo 12 novembre è stato nominato arcivescovo metropolita della medesima sede, di cui ha preso possesso l'11 dicembre. È rimasto amministratore della sede di Bokungu-Ikela fino al 6 marzo 2018, quando è stato sostituito in questo incarico da mons. Mansong'loo.
Il 24 giugno 2016 è stato eletto vicepresidente della Conferenza Episcopale Nazionale del Congo.
Durante l'episcopato a Mbandaka ha denunciato i tentativi del presidente della Repubblica Democratica del Congo, Joseph Kabila, di respingere le elezioni volendo mostrare la riluttanza del capo di Stato a rinunciare al potere e ha difeso quei cattolici che organizzavano manifestazioni alle quali il governo ha risposto con violenza e dopo le quali ha firmato, a nome della Conferenza Episcopale Nazionale del Congo, un documento nel quale i vescovi mostravano la propria vicinanza alle famiglie delle vittime. Dopo queste dichiarazioni ha richiesto delle indagini giudiziarie per determinare i responsabili delle violenze. Ha condannato inoltre lo sfruttamento delle risorse naturali sostenendo invece le energie rinnovabili per contrastare il cambiamento climatico. Ha collaborato con l'arcivescovo di Vienna, il cardinale Christoph Schönborn, per realizzare un incontro tra il ministro dell'ambiente tedesco e quello della Repubblica Democratica del Congo.

#### Arcivescovo di Kinshasa
Il 6 febbraio 2018 papa Francesco lo ha nominato arcivescovo coadiutore di Kinshasa, su richiesta dell'anziano cardinale Laurent Monsengwo Pasinya. Dopo nove mesi, il 1º novembre, è succeduto alla guida della sede metropolitana della capitale africana, una delle più grandi del continente facendo il suo ingresso come ordinario il 25 novembre.
Nel dicembre dello stesso anno ha guidato una missione di vescovi congolesi a Lusaka, in Zambia, per incontrare il presidente Edgar Lungu e chiedergli di sostenere la richiesta di elezioni pacifiche.
Il 1º settembre 2019 papa Francesco ha annunciato la sua nomina a cardinale nel concistoro del 5 ottobre. Ha ricevuto il titolo di San Gabriele Arcangelo all'Acqua Traversa, del quale ha preso ufficialmente possesso solo il 3 dicembre 2022.
Il 21 febbraio 2020 è stato nominato membro della Congregazione per gli istituti di vita consacrata e le società di vita apostolica e il successivo 15 ottobre membro del Consiglio dei cardinali, chiamati a consigliare il papa nel governo della Chiesa universale e a studiare un progetto di revisione della Curia romana.
Dal 23 novembre 2020 al 6 agosto 2022 è stato amministratore apostolico di Kisantu.
Dal 15 febbraio 2023 è presidente del Simposio delle conferenze episcopali di Africa e Madagascar. In precedenza è stato primo vicepresidente dello stesso dal 1º agosto 2022 al 15 febbraio 2023.
Nell’aprile 2024 il procuratore generale della Corte di cassazione di Kinshasa ha ordinato l’apertura di un’indagine giudiziaria a carico del cardinale Besungu, accusato di affermazioni sediziose che costituiscono “false voci, incitamento delle popolazioni alla rivolta e attentati contro vite umane”.

## Prese di posizione
Fridolin Ambongo Besungu è considerato una voce di spicco nella Repubblica Democratica del Congo per la promozione della pace all'interno dei confini nazionali. È inoltre particolarmente avverso alle ingerenze dei Paesi occidentali, che considera animati da "intento predatorio" di tipo "neocolonialista".
Nel 2024 è intervenuto a un raduno del movimento "Famille Chrétienne" pronunciando un discorso molto critico nei confronti del mondo occidentale: a suo dire, esso è segnato da una "decadenza morale e culturale", è avverso al matrimonio e vuole distruggere la famiglia e, poiché "agli occidentali non piacciono i bambini", per ragioni economiche sono costretti a cercare immigrati stranieri e di conseguenza "a poco a poco scompariranno". Al contrario l'Africa, che rifiuta la morale decadente dell'Occidente, vede le pratiche omosessuali circoscritte a casi isolati.
A suo avviso, tuttavia, la cultura africana è minacciata dalle pratiche dell'Organizzazione mondiale della sanità, dell'UNICEF e delle altre agenzie dell'Organizzazione delle Nazioni Unite, responsabili di diffondere l'ideologia LGBT tramite il ricatto dei finanziamenti. Sempre in materia di orientamento sessuale, il cardinale Ambongo ha promosso la scrittura e l'invio al papa un documento dei vescovi africani contro l'ipotesi di benedire le coppie dello stesso sesso, in opposizione alla dichiarazione Fiducia supplicans pubblicata alla fine del 2023 dal Dicastero per la dottrina della fede.

## Stemma

### Blasonatura
Partito d’oro e di rosso: nel primo, all'albero al naturale accompagnato da 2 fasce ondate di azzurro sulla punta e sormontato da una fiamma di rosso; nel secondo, alla tau d'oro.

### Motto
Il motto in latino del cardinale Ambongo Besungu è Omnia omnibus ("Tutto a tutti") che esprime il desiderio del porporato di servire totalmente il popolo che gli è stato affidato, attraverso le parole dell'apostolo Paolo, che nella prima lettera ai Corinzi afferma: «Mi sono fatto debole con i deboli, per guadagnare i deboli; mi sono fatto tutto a tutti, per salvare ad ogni costo qualcuno» (1Co 9, 22).

## Genealogia episcopale e successione apostolica
La genealogia episcopale è:
- Cardinale Scipione Rebiba
- Cardinale Giulio Antonio Santori
- Cardinale Girolamo Bernerio, O.P.
- Arcivescovo Galeazzo Sanvitale
- Cardinale Ludovico Ludovisi
- Cardinale Luigi Caetani
- Cardinale Ulderico Carpegna
- Cardinale Paluzzo Paluzzi Altieri degli Albertoni
- Papa Benedetto XIII
- Papa Benedetto XIV
- Papa Clemente XIII
- Cardinale Marcantonio Colonna
- Cardinale Giacinto Sigismondo Gerdil, B.
- Cardinale Giulio Maria della Somaglia
- Cardinale Carlo Odescalchi, S.I.
- Vescovo Eugène de Mazenod, O.M.I.
- Cardinale Joseph Hippolyte Guibert, O.M.I.
- Cardinale François-Marie-Benjamin Richard de la Vergne
- Cardinale Pietro Gasparri
- Cardinale Clemente Micara
- Cardinale Jozef-Ernest Van Roey
- Arcivescovo Félix Scalais, C.I.C.M.
- Cardinale Joseph-Albert Malula
- Cardinale Frédéric Etsou-Nzabi-Bamungwabi, C.I.C.M.
- Arcivescovo Joseph Kumuondala Mbimba
- Cardinale Fridolin Ambongo Besungu, O.F.M.Cap.

La successione apostolica è:
- Vescovo Toussaint Iluku Bolumbu, M.S.C. (2019)
- Vescovo Bernard Marie Fansaka Biniama (2020)
- Vescovo Jean-Crispin Kimbeni Ki Kanda (2020)
- Vescovo Vincent Tshomba Shamba Kotsho (2020)
- Vescovo Charles Ndaka Salabisala (2020)
- Vescovo Joseph-Bernard Likolo Bokal'Etumba (2021)
- Vescovo José-Claude Mbimbi Mbamba (2021)
- Vescovo André Giraud Pindi Mwanza Mayala (2022)
- Vescovo Joseph Kakou Aka (2023)
- Vescovo Léonard Ndjadi Ndjate, M.C.C.I. (2023)
- Vescovo Edouard Tsimba Ngoma, C.I.C.M. (2023)
- Vescovo Edouard Isango Nkoyo (2023)
- Vescovo Libère Pwongo Bope (2023)
- Vescovo Martin Banga Ayanyaki, O.S.A. (2024)
- Vescovo Emmanuel Ngona Ngotsi, M.Afr. (2024)
- Vescovo Joseph Mopepe Ngongo (2025)